# 575-ös busz
Az 575-ös jelzésű elővárosi autóbusz Budapest, Kőbánya-Kispest és Gyömrő, városháza között közlekedik. A vonalat a MÁV Személyszállítási Zrt. üzemelteti.

## Útvonala
| Gyömrő, központi iskola felé | Budapest, Kőbánya-Kispest felé |
| --- | --- |
| Budapest, Kőbánya-Kispest vá. – Keleti bejáró út – Ferihegyi repülőtérre vezető út – / Vecsés, Fő út – 3101-es út – Ecser, Ady Endre utca – Zrínyi utca – Széchenyi utca – Bajcsy-Zsilinszky utca – Maglód, Ecseri út – Sugár út – Wodianer utca – Fő út – Katona József utca – 3111-es út – Gyömrő, Dózsa György utca – Táncsics Mihály út (– Szent István út – József Attila utca – Mendei út – Táncsics Mihály út –) Gyömrő, központi iskola vá. | Gyömrő, központi iskola vá. – Táncsics Mihály út (– Szent István út – József Attila utca – Mendei út – Táncsics Mihály út –) Dózsa György utca – 3111-es út – Maglód, Katona József utca – Fő út – Wodianer utca – Sugár út – Ecseri út – Ecser, Bajcsy-Zsilinszky utca – Széchenyi utca – Zrínyi utca – Ady Endre utca – 3101-es út – Vecsés, Fő út / – Ferihegyi repülőtérre vezető út – Regina köz – Budapest, Kőbánya-Kispest vá. |

## Megállóhelyei
| 575 (Budapest, Kőbánya-Kispest – Gyömrő, központi iskola) | 575 (Budapest, Kőbánya-Kispest – Gyömrő, központi iskola) | 575 (Budapest, Kőbánya-Kispest – Gyömrő, központi iskola) | 575 (Budapest, Kőbánya-Kispest – Gyömrő, központi iskola) | 575 (Budapest, Kőbánya-Kispest – Gyömrő, központi iskola) | 575 (Budapest, Kőbánya-Kispest – Gyömrő, központi iskola) | 575 (Budapest, Kőbánya-Kispest – Gyömrő, központi iskola) | 575 (Budapest, Kőbánya-Kispest – Gyömrő, központi iskola) | 575 (Budapest, Kőbánya-Kispest – Gyömrő, központi iskola) | 575 (Budapest, Kőbánya-Kispest – Gyömrő, központi iskola) |
| Perc (↓)                                                  | Perc (↓)                                                  | Perc (↓)                                                  | Perc (↓)                                                  | Megállóhely                                               | Perc (↑)                                                  | Perc (↑)                                                  | Perc (↑)                                                  | Perc (↑)                                                  | Átszállási kapcsolatok |
| --------------------------------------------------------- | --------------------------------------------------------- | --------------------------------------------------------- | --------------------------------------------------------- | --------------------------------------------------------- | --------------------------------------------------------- | --------------------------------------------------------- | --------------------------------------------------------- | --------------------------------------------------------- | --- |
| 0                                                         | 0                                                         | 0                                                         | 0                                                         | Budapest, Kőbánya-Kispest végállomás                      | 54                                                        | 61                                                        | 44                                                        | 51                                                        | 68, 85, 85E, 93, 93A, 98, 98E, 132E, 136, 148, 151, 182, 182A, 184, 193E, 200E, 202E, 268, 282E, 284E 576, 577, 578, 580, 581 S21 S36 G43 S50 G50 Z50 IC, sebesvonat, gyorsvonat, expresszvonat |
| 7                                                         | 7                                                         | 7                                                         | 7                                                         | Budapest, Ferihegy vasútállomás                           | 47                                                        | 54                                                        | 37                                                        | 44                                                        | 166, 200E, 236, 236A, 266 576, 578, 580, 581 S50 Z50 IC, sebesvonat, gyorsvonat, expresszvonat                                                                                                  |
| 9                                                         | 9                                                         | 9                                                         | 9                                                         | Budapest, Repülőtér D porta                               | 44                                                        | 51                                                        | 34                                                        | 41                                                        | 200E 576, 578, 580, 581 |
| Budapest–Vecsés közigazgatási határa                      |                                                           |                                                           |                                                           |                                                           |                                                           |                                                           |                                                           |                                                           | |
| 11                                                        | 11                                                        | ∫                                                         | ∫                                                         | Vecsés, Nyugat                                            | 41                                                        | ∫                                                         | 31                                                        | ∫                                                         | 193E, 200E, 236 580 |
| ∫                                                         | ∫                                                         | 15                                                        | 15                                                        | Vecsés, Anna utca                                         | ∫                                                         | 45                                                        | ∫                                                         | 35                                                        | 580, 581 Helyi busz |
| Vecsés–Ecser közigazgatási határa                         |                                                           |                                                           |                                                           |                                                           |                                                           |                                                           |                                                           |                                                           | |
| 19                                                        | 19                                                        | 27                                                        | 27                                                        | Ecser, Arany János utca                                   | 33                                                        | 33                                                        | 23                                                        | 23                                                        | S60 |
| 22                                                        | 22                                                        | 30                                                        | 30                                                        | Ecser, művelődési ház                                     | 30                                                        | 30                                                        | 20                                                        | 20                                                        | 504, 505, 506, 508 |
| 24                                                        | 24                                                        | 32                                                        | 32                                                        | Ecser, újtelep                                            | 28                                                        | 28                                                        | 18                                                        | 18                                                        | 504, 505, 506, 508 |
| Ecser–Maglód közigazgatási határa                         |                                                           |                                                           |                                                           |                                                           |                                                           |                                                           |                                                           |                                                           | |
| 25                                                        | 25                                                        | 33                                                        | 33                                                        | Maglód, Falusi temető                                     | 26                                                        | 26                                                        | 16                                                        | 16                                                        | 504, 505, 506, 508 |
| 26                                                        | 26                                                        | 34                                                        | 34                                                        | Maglód, Dózsa György utca                                 | 24                                                        | 24                                                        | 14                                                        | 14                                                        | 504, 505, 506, 508 |
| 27                                                        | 27                                                        | 35                                                        | 35                                                        | Maglód, művelődési ház                                    | 22                                                        | 22                                                        | 12                                                        | 12                                                        | 504, 505, 506, 508 |
| 28                                                        | 28                                                        | 36                                                        | 36                                                        | Maglód, sportpálya                                        | 21                                                        | 21                                                        | 11                                                        | 11                                                        | 504, 505, 506, 508 |
| 29                                                        | 29                                                        | 37                                                        | 37                                                        | Maglód, benzinkút                                         | 19                                                        | 19                                                        | 9                                                         | 9                                                         | 504, 505, 506, 508 |
| 30                                                        | 30                                                        | 38                                                        | 38                                                        | Maglód, Jókai utca                                        | 17                                                        | 17                                                        | 7                                                         | 7                                                         | 504, 505, 506, 508, 509, 510 |
| 31                                                        | 31                                                        | 39                                                        | 39                                                        | Maglód, Határ utca                                        | 15                                                        | 15                                                        | 5                                                         | 5                                                         | 504, 505, 506, 508, 509, 510 |
| Maglód–Gyömrő közigazgatási határa                        |                                                           |                                                           |                                                           |                                                           |                                                           |                                                           |                                                           |                                                           | |
| 32                                                        | 32                                                        | 40                                                        | 40                                                        | Gyömrő, vasúti átjáró                                     | 12                                                        | 12                                                        | 2                                                         | 2                                                         | 504, 505, 508, 509, 510 |
| 34                                                        | 34                                                        | 42                                                        | 42                                                        | Gyömrő, Simon Mihály tér                                  | 11                                                        | 11                                                        | 1                                                         | 1                                                         | 508, 509, 510 |
| 35                                                        | 35                                                        | 43                                                        | 43                                                        | Gyömrő, városháza                                         | ∫                                                         | ∫                                                         | ∫                                                         | ∫                                                         | 504, 505, 508, 509, 510 |
| 36                                                        | ∫                                                         | 44                                                        | ∫                                                         | Gyömrő, központi iskola végállomás                        | 9                                                         | 9                                                         | 0                                                         | 0                                                         | 504, 505, 508, 509, 510 |
|                                                           | ∫                                                         |                                                           | ∫                                                         | Gyömrő, Telepi temető                                     | 7                                                         | 7                                                         |                                                           |                                                           | 508, 509, 510 |
| ∫                                                         | ∫                                                         | Gyömrő, Mendei út                                         | 5                                                         | 5                                                         |                                                           |                                                           |                                                           |                                                           | |
| ∫                                                         | ∫                                                         | Gyömrő, Csokonai utca                                     | 3                                                         | 3                                                         |                                                           |                                                           |                                                           |                                                           | |
| 36                                                        | 44                                                        | Gyömrő, Római katolikus templom                           | 1                                                         | 1                                                         |                                                           |                                                           |                                                           |                                                           | |
| 38                                                        | 46                                                        | Gyömrő, Csokonai utca                                     |                                                           |                                                           |                                                           |                                                           |                                                           |                                                           | |
| 40                                                        | 48                                                        | Gyömrő, Mendei út                                         |                                                           |                                                           |                                                           |                                                           |                                                           |                                                           | |
| 42                                                        | 50                                                        | Gyömrő, Telepi temető                                     | 508, 509, 510                                             |                                                           |                                                           |                                                           |                                                           |                                                           | |
| 44                                                        | 52                                                        | Gyömrő, központi iskola végállomás                        | 0                                                         | 0                                                         | 504, 505, 508, 509, 510                                   |                                                           |                                                           |                                                           | |